# تيري دايسون
تيري دايسون (بالإنجليزية: Terry Dyson)‏ (29 نوفمبر 1934 في المملكة المتحدة - ) هو لاعب كرة قدم بريطاني في مركز الوسط. لعب مع توتنهام هوتسبير وكولتشستر يونايتد ونادي فولهام ونادي سكاربورو.

## وصلات خارجية
- تيري دايسون على موقع قاعدة بيانات كرة القدم.إي يو (الإنجليزية)
- تيري دايسون على موقع عالم كرة القدم.نت (الإنجليزية)